# II. Anasztáz antiochiai görög pátriárka
II. Anasztáz vagy Anasztasziosz (? – 609) antiochiai görög pátriárka 599-től haláláig.
Az előző pátriárka utóda. Egyházmegyéjében I. Gergely pápa támogatásával harcolt a szentségárulás ellen. A szíriai zsidók a hittérítést erőltető Phókasz bizánci császár elleni felkelése során gyilkolta meg a tömeg. Mivel egyházellenes erőszak következtében halt meg, mártírnak tekinthető.

## Fordítás
Ez a szócikk részben vagy egészben  az   Anastasius I of Antioch című angol Wikipédia-szócikk fordításán alapul.  Az eredeti cikk szerkesztőit annak laptörténete sorolja fel. Ez a jelzés csupán a megfogalmazás eredetét és a szerzői jogokat jelzi, nem szolgál a cikkben szereplő információk forrásmegjelöléseként.
Ez a szócikk részben vagy egészben  az   Anastasius II of Antioch című angol Wikipédia-szócikk fordításán alapul.  Az eredeti cikk szerkesztőit annak laptörténete sorolja fel. Ez a jelzés csupán a megfogalmazás eredetét és a szerzői jogokat jelzi, nem szolgál a cikkben szereplő információk forrásmegjelöléseként.